# Sandbox (album)
Sandbox is een album van de Amerikaanse indierockband Guided by Voices. Het album werd gezien als een kwalitatieve stap terug ten opzichte van Guided by Voices' vorige album.

## Tracklist
| Nr. | Titel                       | Duur |
| --- | --------------------------- | ---- |
| 1.  | Lips of Steel               | 1:34 |
| 2.  | A Visit to the Creep Doctor | 1:29 |
| 3.  | Everyday                    | 2:58 |
| 4.  | Barricade                   | 4:31 |
| 5.  | Get to Know the Ropes       | 3:48 |

| Nr. | Titel                 | Duur |
| --- | --------------------- | ---- |
| 1.  | Can't Stop            | 2:26 |
| 2.  | The Drinking Jim Crow | 1:36 |
| 3.  | Trap Soul Door        | 1:15 |
| 4.  | Common Rebels         | 2:03 |
| 5.  | Long Distance Man     | 1:17 |
| 6.  | I Certainly Hope Not  | 2:01 |
| 7.  | Adverse Wind          | 2:09 |

## Bezetting
- Robert Pollard, zang en gitaar
- Jim Pollard, gitaar
- Mitch Mitchell, basgitaar
- Kevin Fennell, drums en percussie

## Referentie
- (en)  Sandbox (album) in de Guided by Voices Database